# Poblado minero de Peña del Seo
El poblado minero de Peña del Seo, también llamado poblado de la Piela, se encuentra en Cadafresnas, pedanía perteneciente al municipio de Corullón, situado en la comarca de El Bierzo, provincia de León (España). Está incluido en la Lista Roja del Patrimonio de la organización Hispania Nostra.

## Descripción
El poblado se comenzó a construir en 1952 y fue habitable en 1953. Se encuentra situado a los pies de la Peña del Seo (1.576 m s. n. m.).
El poblado, estaba compuesto de 41 viviendas con una superficie de unos 60 m²/vivienda, todas ellas para residentes. Los mineros solteros, vivían en los sótanos del poblado. 
Cada vivienda disponía de dos habitaciones, un baño con ducha, una pequeña cocina, salón comedor y despensa. Gracias a la existencia de una cocina calefactora con calderín todas las viviendas disponían de calefacción y agua caliente. Las viviendas tenían luz eléctrica a 125 voltios.
Las comodidades del poblado fueron muy superiores a otros poblados semejantes.

## Historia
El poblado nace en torno al descubrimiento del mineral de wolframio, también llamado tungsteno, en la Peña del Seo en torno al año 1940.
Alrededor de 1947 se construye el lavadero inicial, dotado de un molino de rodillos, una mesa de lavado y un tromel (criba). Las labores mineras fueron en incremento, hasta llegar a 300 trabajadores.

## Contexto histórico
El auge de la minería de wolframio en Peña del Seo se fundamentó en la venta del mineral. Se pueden definir dos etapas de su auge:
- Segunda Guerra Mundial (1940-1945): El mineral era recogido de forma furtiva y anárquica. En esta época se llegó a vender la tonelada por 285 000 pesetas.[3]
- Guerra de Corea (1950-1953): El mineral era vendido al bando americano, y corresponde a la época de mayor auge de la explotación. En esta época se vendían hasta seis toneladas por mes de mineral. Las minas cerraron en 1958, a causa de la baja demanda del wolframio.